# Devon Campbell
Devon Ashleigh Campbell, nació en Vancouver, Columbia Británica (Canadá), el 15 de junio de 1982. Es jugadora profesional de baloncesto. 
Su trayectoria deportiva comenzó en el año 1996, en la Escuela Secundaria de Walnut Grove (Langley, Columbia Británica). En el año 2000, al terminar el instituto, recibiría una beca deportiva-estudiantil para formar parte del equipo de baloncesto de la Universidad de Simon Fraser. En el año 2006, terminaría su formación universitaria y viajaría a la Liga Femenina II en España por tres temporadas. Su primera temporada en LF2 (2006/2007), formó parte del ADBA de Avilés. Sería en el Universitario de Ferrol dónde jugaría su siguiente temporada (2007/2008). En la temporada 2008/2009, jugó bajo la disciplina del C.B. Bembibre (León).
Ha formado parte de la Selección Nacional Canadiense tanto en categorías inferiores como en categoría senior. En el año 2005, jugaría el World University Games en Izmir (Turquía). Disputó con la selección absoluta los Juegos Panamericanos de 2007 en Río de Janeiro (Brasil) y ese mismo año, la Fase Clasificatoria para los Juegos Olímpicos de Pekín en Chile.                                                                                                          

## Trayectoria
- Escuela Secundaria de Walnut Grove (1996-2000)
- Universidad de Simon Fraser (2000-2006)
- ADBA Avilés (2006-2007)]
- Universitario de Ferrol (2007/2008)
- Club Baloncesto Bembibre (2008/2009)

## Palmarés
- Temp. 01/02 y 04/05 - Campeona con SFU (Simon Fraser University) de la Liga Nacional Interuniversitaria Canadiense. (Canadian Interuniversity Sport Nacional Championship)
- Temp. 01/02, 02/03 y 04/05 - Campeona con SFU de la Conferencia Oeste de la Liga Nacional (Canada West Champion)
- Temp. 04/05 - Participante con la Selección Nacional Canadiense en World University Games, en Izmir (Turquía)
- Temp. 06/07 - Participante con la Selección Nacional Canadiense Senior en los Juegos Panamericanos de 2007 en Brasil
- Temp. 06/07 - Participante con la Selección Nacional Canadiense Senior en la Fase Clasificatoria para los Juegos Olímpicos de Pekín 2008 en Chile.
- Temp. 06/07 - Clasificación Fase Ascenso en la Seo de Urgel a la Liga Femenina de Baloncesto de España con ADBA Avilés

## Distinciones individuales
- Mejor Rookie de la Conferencia Oeste en el año 2000.
- Participación en el AllStar con la Conferencia Oeste en 2006
- Premio Tracey Mcleod en 2006